# Königlich Preußische Forstakademie Hannoversch Münden

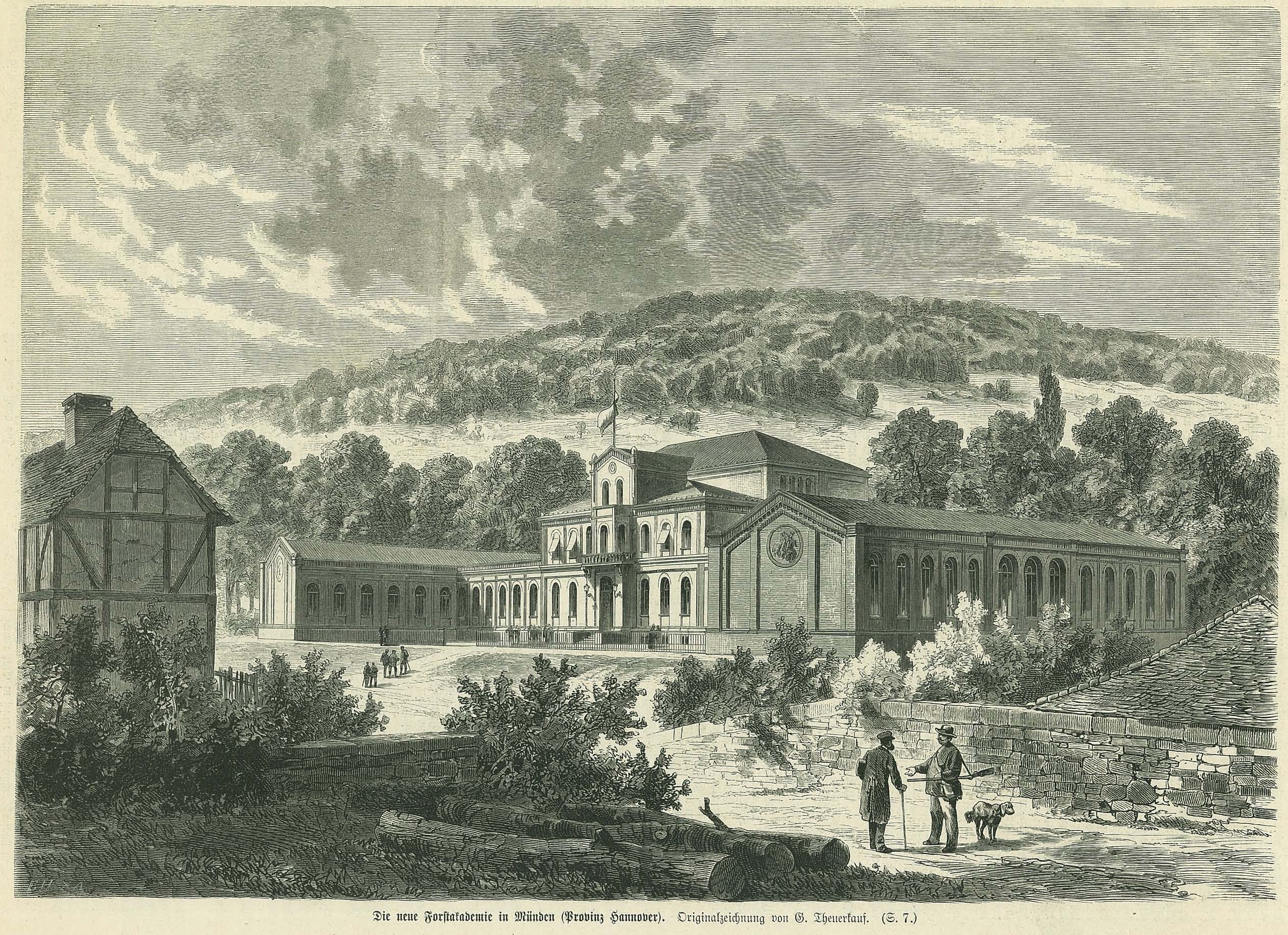
Die Königlich Preußische Forstakademie Hannoversch Münden kurz nach ihrer Eröffnung; Stich nach einer Originalzeichnung von Gottlob Theuerkauf

Die Königlich Preußische Forstakademie Hannoversch Münden war eine 1868 gegründete Hochschule für Forstwissenschaften, die bis 1970 in Hann. Münden bestand.

## Geschichte
Die Geschichte der Königlich Preußischen Forstakademie Hannoversch Münden in Hannoversch Münden reicht zurück bis zur Abspaltung der Forstschule von der Bergschule in Clausthal im Jahre 1844 und der Verlegung der Forstschule nach Hannoversch Münden. 1849 jedoch musste die Forstschule Münden mangels Schülern schließen.
Am 27. April 1868 wurde dann die Königlich Preußische Forstakademie Hannoversch Münden in Anwesenheit des Preußischen Oberlandforstmeisters eröffnet. Die Gründung einer zweiten Forstakademie war durch die großen Gebietszuwächse Preußens nach dem Deutschen Krieg von 1866 notwendig geworden. Sie ging unter anderem auf Betreiben von Heinrich Christian Burckhardt zurück.
1922 wurde die Umformung in eine Forstliche Hochschule mit Rektoratsverfassung, Promotionsrecht, Habilitations- und Berufungsrecht beschlossen und am 3. Mai 1923 proklamiert. Am 6. Mai 1939 wurde die Hochschule als Forstliche Fakultät der Georg-August-Universität Göttingen angegliedert und zum Wintersemester 1970/1971 nach Göttingen verlegt. Hier wurden zuvor fünf neue Fakultätsgebäude errichtet (Büsgenweg 1–5). Heute ist die einstige Forstakademie als Fakultät für Forstwissenschaften und Waldökologie der Georg-August-Universität Göttingen in zwei Institute, sieben Forschungszentren und den Forstbotanischen Garten gegliedert.

## Forstbotanischer Garten

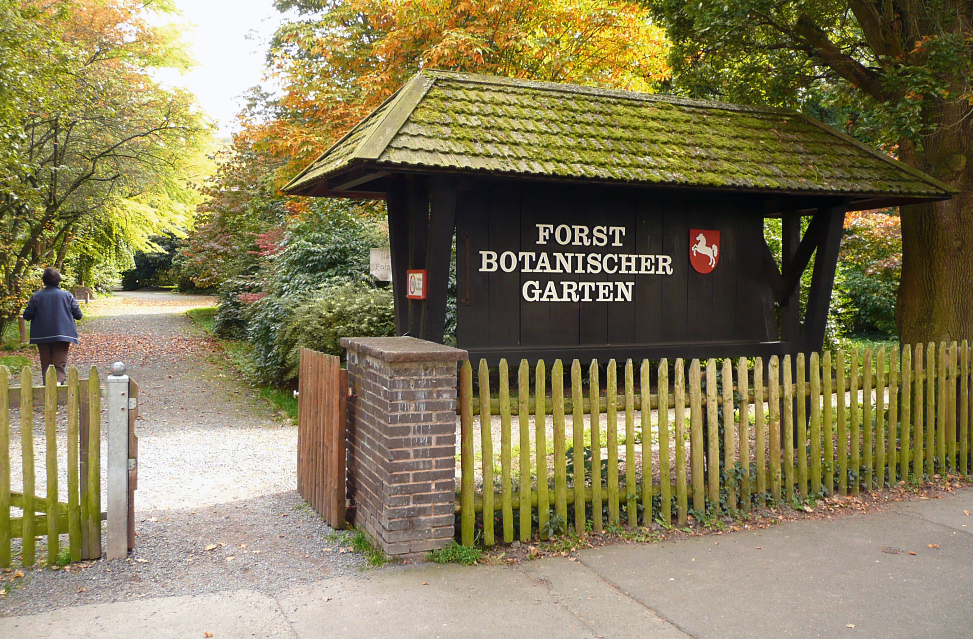
Eingang des heutigen Forstbotanischen Gartens in Hann. Münden

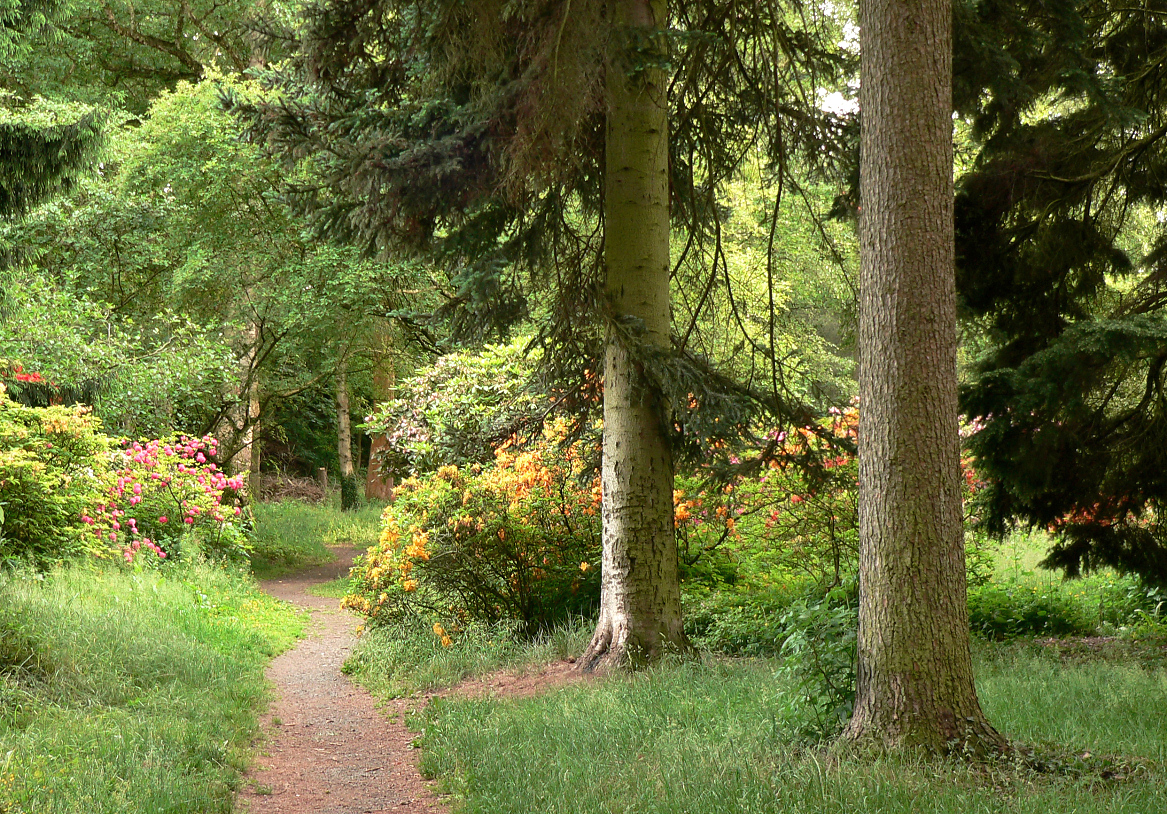
Nadelbäume und Azaleen im Garten

Der Forstbotanische Garten auf dem Gelände der Forstakademie in Hannoversch Münden wurde 1870 eröffnet. Er bestand aus einem kleinen Garten als Arboretum und einem großen Garten auf etwa 5 Hektar Fläche. Im großen Garten wurden zunächst forstliche Versuche durchgeführt und Obstbäume gezogen, später wurde er ebenfalls zum Arboretum. 1895 verfügte der Garten über 210 Arten von Eichen, 881 Formen von Rosengewächsen, 312 Arten Heckenkirschen und 574 Weidenarten. Während des Zweiten Weltkriegs  kam es durch alliierte Bombenangriffe auf den nahe gelegenen Güterbahnhof zu schweren Schäden im Forstbotanischen Garten. Im Laufe der Zeit wurde der Garten, unter anderem durch Straßenbau, auf 2,5 Hektar verkleinert. Nach dem Weggang der Forstlichen Hochschule nach Göttingen 1970 und dem Abriss des 1872 erbauten Fakultätsgebäudes 1974 verblieb als letzter Überrest der forstlichen Tradition in Hannoversch Münden der Forstbotanische Garten. 1988 wurde er als Naturdenkmal unter Schutz gestellt.

## Personen

### Direktoren
- 1868–1878: Gustav Heyer (1826–1883)
- 1878–1879: August Bernhardt (1831–1879), Oberforstmeister
- 1879–1891: Bernard Robert Borggreve (1836–1914), Oberforstmeister, Hrsg. der Forstlichen Blätter
- 1891–1906: Wilhelm Weise (1846–1914), Oberforstmeister
- 1906–1907: Paul Riebel (1850–1919), Oberforstmeister
- 1908–1914: Karl Fricke (1860–1914), Oberforstmeister

### Bekannte Professoren und Dozenten (Auswahl)
- Heinrich Christian Burckhardt (1811–1879), Leiter der Forstverwaltung des Königreichs Hannover, Lehrer an der Forstschule Münden
- Eduard Heyer (1819–1898)
- Gustav Heyer (1826–1883)
- Karl Ziebarth (1836–1899), Rechtswissenschaftler, Professor von 1882 bis 1892, Verfasser des Standardwerkes „Das Forstrecht“
- Alexander Mitscherlich (1836–1918), Chemiker, Professor von 1868 bis 1879
- Nicolaus Jacob Carl Müller (1842–1901), Botaniker, erster Direktor des Forstbotanischen Gartens
- Georg Hermann Grenacher (1843–1923), Zoologe und Histologe, Lehrer an der Forstakademie Münden, ab 1873 Professor in Rostock
- Julius Lehr (1845–1894), Forstwissenschaftler und Nationalökonom, Privatdozent an der Forstakademie Hannoversch Münden, später Professor in Karlsruhe und München
- Karl Richard Hornberger (1849–1918), Mineraloge
- Conrad von Seelhorst (1853–1930), Agrarwissenschaftler
- Moritz Büsgen (1858–1921), Botaniker
- Karl Jordan (1861–1959), deutsch-britischer Entomologe
- Edgar Wedekind (1870–1938), Chemiker
- Richard Falck (1873–1955), Mykologe
- Paul Ehrenberg (1875–1956), Agrikulturchemiker
- Rudolf Godbersen von 1920 bis 1927 Professor an der Forstlichen Hochschule Hann. Münden
- Theodor Schmucker (1894–1970), Botaniker und Genetiker
- Arnold Freiherr von Vietinghoff-Riesch (1895–1962), Forstwissenschaftler und Ornithologe
- Hans Mayer-Wegelin (1897–1983), Forstwissenschaftler (Forstbenutzung), Professor in Münden 1927–1937 und 1948–1955, in Ankara 1937–1940 und Wien 1940–1945, nach 1955 Professor an der Bundesforschungsanstalt für Forst- und Holzwirtschaft Hamburg
- Karl E. Schedl (1898–1979), Entomologe, Dozent an der Forstlichen Hochschule Hann. Münden 1936–1939, dann Professor an der Forstlichen Hochschule Eberswalde
- Fritz Nüßlein (1899–1984), Jagd- und Forstwissenschaftler
- Kurt Mantel (1905–1982), ab 1945 Dozent, ab 1950 Direktor des Instituts für Forstrecht und Forstgeschichte, verbunden mit einem planmäßigen außerordentlichen Lehrstuhl, 1952 persönlicher Ordinarius; 1953 und 1954 Dekan der Forstlichen Fakultät; ab 1954 ordentlicher Professor an der Universität Freiburg im Breisgau
- Reinhard Schober (1906–1998), Forstwissenschaftler
- Karl Hasel (1909–2001), Forstwissenschaftler
- Horst Kramer (1924–2015), Forstwissenschaftler

### Bekannte Absolventen (Auswahl)
- Graf Heinrich Adelmann von Adelmannsfelden (1848–1920), Hofkammerpräsident, Mitglied des Reichstages (1881–1893)
- Johann von Gaugreben (1848–1912), Gutsbesitzer und preußischer Landrat des Kreises Brilon
- Max Kienitz (1849–1931), Professor und Forstmeister, Leiter der Anstalt für deutsche Harzforschung
- Hubert Raeß (1853–1922), Privatdozent in Wien, Begründer der Illustrierten Forstzeitung Silva (1908)
- Curt Michaelis (1853–1920), Dozent an der Forstakademie Hann. Münden und Forstmeister der Lehr-Oberförsterei Bramwald (1888–1920)
- Franz von Harling (1853–1934), Leiter der Mecklenburg-Strelitz’schen Staatsforstverwaltung (1904–1919), Mecklenburgischer Landforstmeister
- Ferdinand von Wolff-Metternich (1855–1919), Gutsbesitzer, Oberförster und Mitglied des Deutschen Reichstags.
- Ernst von Eschwege (1859–1932), von 1897 bis 1929 Leiter der Forstverwaltung des Fürsten Christian Ernst zu Stolberg-Wernigerode
- Friedrich Erdmann (1859–1943), Förster in Neubruchhausen und Verfechter einer naturgemäßen Waldbehandlung
- Ernst Gustav Freiherr von dem Bussche-Haddenhausen (1863–1944), Leiter der Preußischen Staatsforstverwaltung (1919–1925), Preußischer Oberlandforstmeister
- Walter Liebrecht (1879–1945), preußischer Offizier, Sonderkurier von Kaiser Wilhelm II.,[1] 1919 im Auftrag der Regierung mittätig bei den Reparationsverhandlungen in Versailles und Paris sowie Landesforstmeister[2]
- Karl Blume (1875–1963), Oberlandforstmeister, Blume-Leiss-Höhenmesser und Blume-Formel
- Karl Hausmann (1889–1971), Leiter der Niedersächsischen Landesforstverwaltung (1945–1952), Präsident des Niedersächsischen Roten Kreuzes (1953–1963)
- Joseph von Wrede (1896–1981), deutscher Kommunalpolitiker und Landrat (CDU)
- Kurt von Plettenberg (1891–1945), Oberlandforstmeister, Hofkammerpräsident
- Walter Frevert (1897–1962), Oberforstmeister, Jagdschriftsteller
- Georg Stalmann (1900–1963), Leiter der Niedersächsischen Landesforstverwaltung (1952–1963)
- Hermann Junack (1912–1992), von 1941 bis 1979 Leiter des Privatforstamtes Gartow/Elbe der Gräflich von Bernstorff’schen Verwaltung
- Wilhelm-Ferdinand Galland (1914–1943), Jagdflieger
- Friedrich Klaehn (1915–1962), Professor für Forstgenetik in Syracuse, Vereinigte Staaten
- Eberhardt Hengst (1917–1996), Forstwissenschaftler
- August Henne (1921–2006), von 1966 bis 1986 Leiter der Hessischen Forsteinrichtungsanstalt in Gießen
- Ernst Röhrig (1921–2020), Forstwissenschaftler
- Hans-Joachim Mette (1923–1989), Professor an der Forstlichen Fakultät in Tharandt
- Hans Joachim Fröhlich (1923–2008), Forstwissenschaftler und Naturschützer, Hessischer Landesforstmeister von 1968 bis 1988
- Jean Pierre Vité (1923–2016), Professor an der Mathematisch-naturwissenschaftlichen Fakultät in Freiburg im Breisgau
- Hans Achim Gussone (1926–1997), Leiter der Niedersächsischen Forstlichen Versuchsanstalt, international anerkannter Experte für Ertragskunde und Waldernährung.
- Silvius Wodarz (1930–2018), Forstbeamter in Schleswig-Holstein sowie Umwelt- und Naturschützer („Baum des Jahres“)
- Wedig Kausch-Blecken von Schmeling (* 1934), Professor und Rektor der Forstlichen Fachhochschule Göttingen
- Peter Freiherr von Fürstenberg (1936–2024), zuletzt Lehrbeauftragter für Forstliche Entwicklungspolitik an der Universität Göttingen und Vizepräsident des Malteserordens.
- Bernd von Droste zu Hülshoff (* 1938), Stv. UNESCO Generaldirektor und Gründungsdirektor des Zentrums für das UNESCO-Welterbe